# Andorno Micca
Andorno Micca (piemontiul: Andorn) település Olaszországban, Piemont régióban, Biella megyében. Lakosainak száma 3033 fő (2023. január 1.). Andorno Micca Biella, Callabiana, Fontainemore, Gaby, Miagliano, Pettinengo, Piedicavallo, Rassa, Sagliano Micca, Tollegno, Campiglia Cervo, Rosazza, San Paolo Cervo és Tavigliano községekkel határos.

## Népesség
A település népessége az elmúlt években az alábbi módon változott:
| Lakosok száma | 3263 | 3218 | 3033 |
|               | 2017 | 2018 | 2023 |